# Asesinato de Walter Tróchez
El asesinato de Walter Tróchez, un activista político hondureño y líder de los derechos LGBT, ocurrió el 13 de diciembre de 2009 en Tegucigalpa.
Otro visible activista LGBT hondureño y zelayista, Erick Martínez Ávila, fue asesinado el 7 de mayo de 2012 en las afueras de Tegucigalpa.

## Walter Orlando Tróchez
Walter Orlando Tróchez nació en Choluteca en 1982. Su madre falleció durante el parto y su padre migró a Estados Unidos, por lo que fue criado por su abuela en Tela.
Durante su adolescencia se infectó de VIH/sida, por lo que se mudó a Tegucigalpa en busca de mejores condiciones de salud. Encontró ayuda en la Asociación para Una Vida Mejor (Apuvimeh). Su experiencia le llevó a ser activista y trabajar con la Asociación de Personas Viviendo con VIH-sida en Honduras (Asonapvsidah).

## Antecedentes
Un grupo hondureño de derechos humanos dijo que Walter Orlando Tróchez fue secuestrado brevemente el 4 de diciembre de 2009 por cuatro hombres enmascarados que lo golpearon antes de que lograra escapar. Presentó una denuncia ante autoridades nacionales e internacionales.
Los agresores amenazaron con matar a Tróchez por su participación en el movimiento antigolpista, indicó el Observatorio Internacional sobre la Situación de los Derechos Humanos. También fue un activista por los derechos de los homosexuales.

## Asesinato
El 13 de diciembre de 2009, Walter Tróchez fue baleado mientras caminaba por el centro de Tegucigalpa. Sus amigos lo llevaron rápidamente a un hospital, donde murió.

## Reacciones
En un comunicado, el Frente de Resistencia Nacional afirmó que «Tróchez fue un militante activo de la resistencia y un ejemplo de lucha contra la dictadura».
Amnistía Internacional reaccionó a la noticia de la muerte de Walter Tróchez exigiendo una investigación urgente e independiente sobre el asunto.
El 26 y 27 de enero de 2010 se organizaron varias vigilias y manifestaciones en Berlín, San Francisco y Los Ángeles en solidaridad con los homosexuales hondureños y por la democracia.